# Claudio Micheloni
Claudio Micheloni (Campli, 1º settembre 1952) è un politico italiano.

## Biografia
Nato a Campli (Teramo), nel 1960 emigra con la famiglia a Cortaillod in Svizzera, ove vive tuttora.
Ha cominciato la sua attività politica nel PCI, per poi confluire nel PDS, nei DS e infine nel Partito Democratico.
Viene eletto senatore alle elezioni politiche del 2006, 2008 e 2013 nella circoscrizione Estero-Europa.
Il 23 ottobre 2017 in dissenso dal PD non partecipa al voto di fiducia sul Rosatellum, la nuova legge elettorale, criticando l'introduzione della norma che prevede la possibilità per i cittadini residenti in Italia di candidarsi nelle circoscrizioni estere.
Il 21 dicembre 2017 abbandona il Partito Democratico e passa al gruppo misto.